# Distretto di San Jerónimo de Tunán
Il distretto di San Jerónimo de Tunán  è uno dei ventotto distretti della provincia di Huancayo, in Perù. Si trova nella regione di Junín e si estende su una superficie di 20,99  chilometri quadrati.